# Варзеа-Гранди (Пиауи)

Варзеа-Гранди на карте штата.

Варзеа-Гранди (порт. Várzea Grande) — муниципалитет в Бразилии, входит в штат Пиауи. Составная часть мезорегиона Северо-центральная часть штата Пиауи. Входит в экономико-статистический микрорегион Валенса-ду-Пиауи. Население составляет 4336 человек на 2010 год. Занимает площадь 237,013 км². Плотность населения — 18,29 чел./км².

## Демография
Согласно сведениям, собранным в ходе переписи 2010 г. Национальным институтом географии и статистики (IBGE), население муниципалитета составляет:
| Полное население                               | Полное население                               | Полное население                               | Полное население                               | 4336  |
| ---------------------------------------------- | ---------------------------------------------- | ---------------------------------------------- | ---------------------------------------------- | ----- |
| в том числе:                                   | Городское население                            | 2581                                           | Процент городского населения, %                | 59,52 |
|                                                | Сельское население                             | 1755                                           | Процент сельского населения, %                 | 40,48 |
|                                                | Мужское население                              | 2048                                           | Процент мужского населения, %                  | 47,23 |
|                                                | Женское население                              | 2288                                           | Процент женского населения, %                  | 52,77 |
| Плотность населения, чел/км²                   | Плотность населения, чел/км²                   | Плотность населения, чел/км²                   | Плотность населения, чел/км²                   | 18,29 |
| Население муниципалитета в % к населению штата | Население муниципалитета в % к населению штата | Население муниципалитета в % к населению штата | Население муниципалитета в % к населению штата | 0,14  |

По данным оценки 2016 года, население муниципалитета составляет 4334 жителя.

## Статистика
- Валовой внутренний продукт на 2003 год составляет 6 599 110,00 реалов (данные: Бразильский институт географии и статистики).
- Валовой внутренний продукт на душу населения на 2003 год составляет 1468,10 реалов (данные: Бразильский институт географии и статистики).
- Индекс развития человеческого потенциала на 2000 год составляет 0,610 (данные: Программа развития ООН).